# District Covasna
Covasna (Hongaars: Kovászna megye of meer gebruikelijk: Háromszék) is een Roemeens district (județ) in de historische regio Transsylvanië, met als hoofdstad Sfântu Gheorghe (67.108 inwoners). De gangbare afkorting voor het district is CV.
Het district werd in 1876 gevormd onder Hongaars bestuur door samenvoeging van drie autonome Szekler-stoelen (Zie:Stoel (Hongarije)) te weten; Orbaiszék, Sepsiszék en Kézdiszék. In 1920 werd het gebied samen met de rest van Transsylvanië opgenomen in het nieuwe grotere Roemenië. Tussen 1939 en 1944 was het weer kortstondig Hongaars om daarna voorgoed Roemeens te zijn.

## Demografie
In het jaar 2020 had Covasna 225.743 inwoners en een bevolkingsdichtheid van 60 inwoners per km².

## Bevolkingsgroepen

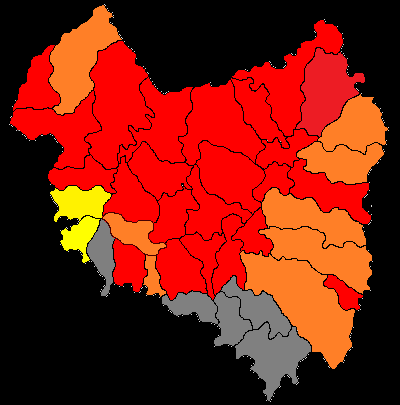
De Hongaren in het District Covasna tijdens de volkstelling van 2011. Rood = Aandeel Hongaren boven 80%, Oranje = Hongaarse meerderheid tussen 50 - 79%, Geel = Hongaarse minderheid boven 20%, Blauw = Hongaarse minderheid tussen 10 - 20%, Grijs = Hongaarse minderheid onder de 10%.

In de districten Covasna en Harghita, zijn de Hongaren de meerderheid.
Ze noemen zichzelf de Szeklers.
Hier de percentages van Covasna:
- Hongaren (73,8% of 164.158)
- Roemenen (23,3% of 51.790)
- Roma's (2,7% of 5973)

### Roemeense gemeenschap
In het district Covasna zijn de Roma en de Roemenen in de volgende gemeenten in de meerderheid, of vormen een relatieve meerderheid:
- Barcani (95,53% Roemeens)
- Dobârlău (96,62% Roemeens)
- Hăghig (39,39% Roemeens, 30,32% Roma, 27,43% Hongaars)
- Întorsura Buzăului (95,89% Roemeens)
- Sita Buzăului (98,71% Roemeens)
- Vâlcele (48,53% Roma, 37,14% Roemeens)

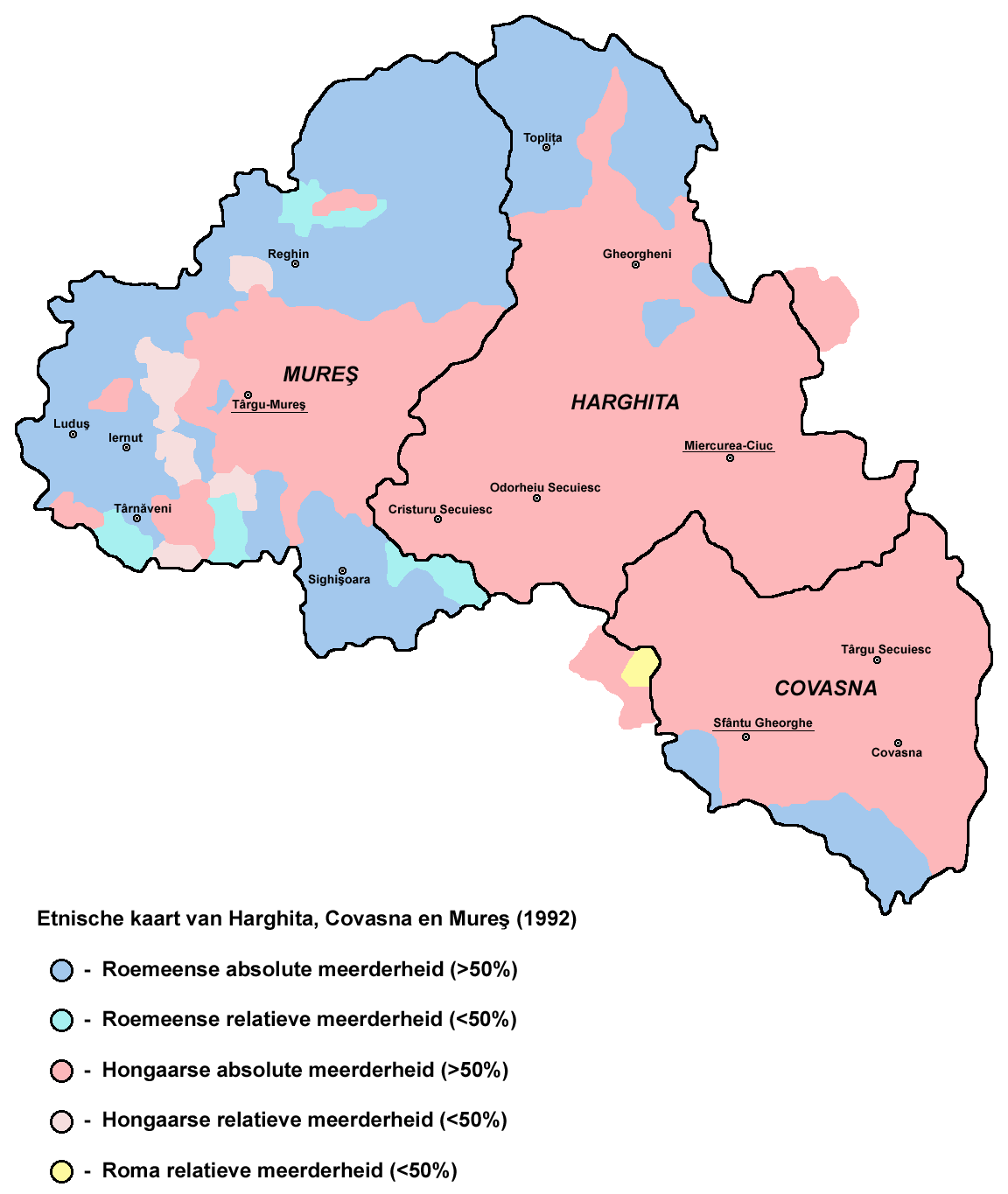
Etnische kaart van District Covasna (1992)
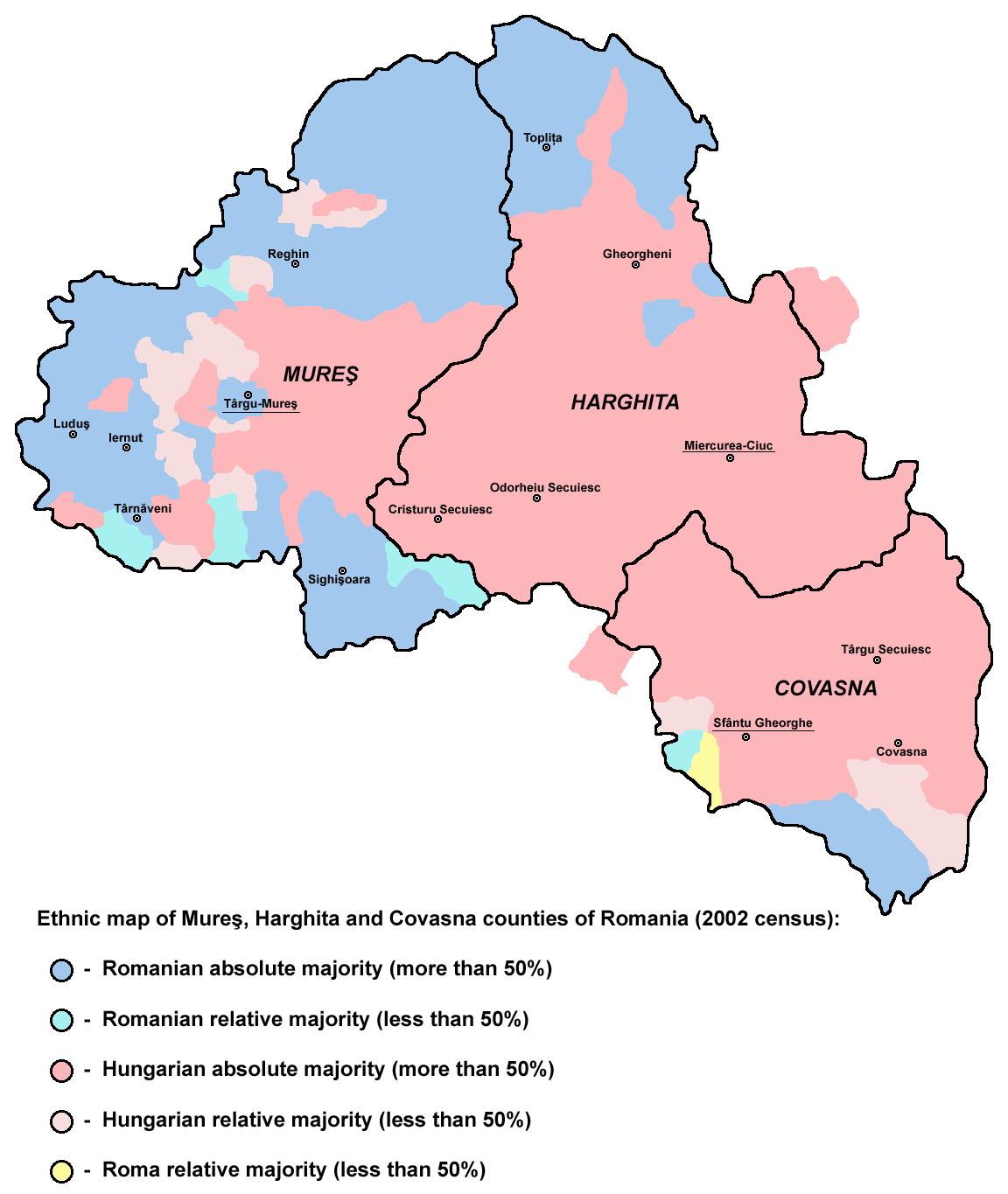
Etnische kaart van District Covasna (2002)
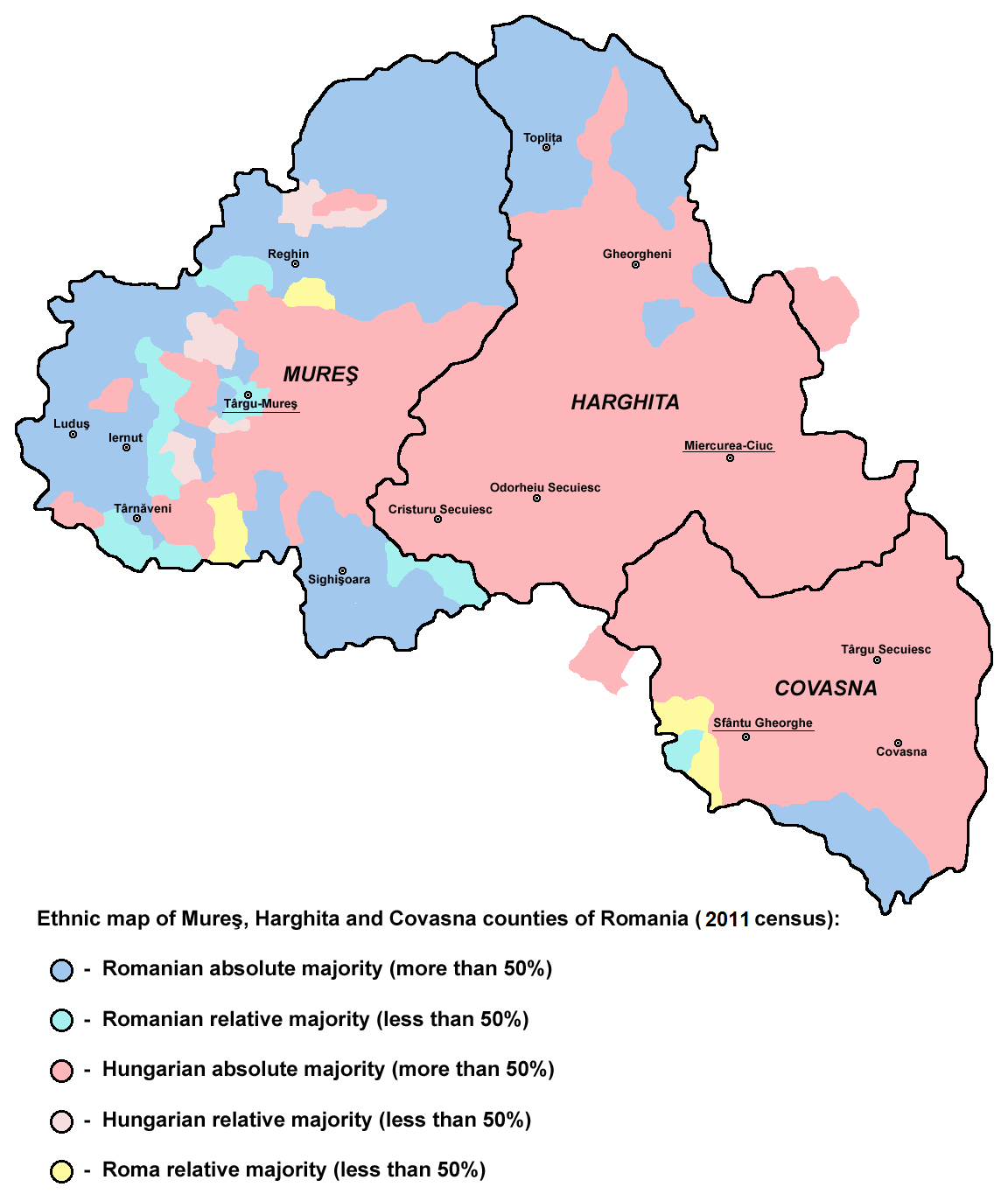
Etnische kaart van District Covasna (2011)

## Geografie
Het district heeft een oppervlakte van 3710 km². Het gebied bestaat uit vier historische streken:
- Sepsiszék
- Bardóc-Miklósvárszék
- Kézdiszék
- Orbaiszék

## Aangrenzende districten
- Harghita in het noorden
- Bacău in het noordoosten
- Vrancea in het oosten
- Buzău in het zuiden
- Brașov in het westen

## Steden
- Sfântu Gheorghe
- Târgu Secuiesc
- Covasna
- Întorsura Buzăului
- Baraolt

## Media

### Kranten
- Székely Hírmondó (Hongaarstalig dagblad)
- Háromszék (Hongaarstalig dagblad)

### Radio
- Szláger Rádió
- Rádió GáGa